# Syndrome de Hermansky-Pudlak
Le syndrome de Hermansky-Pudlak est une maladie génétique très rare impliquant plusieurs organes du corps caractérisée par un albinisme oculo-cutané, des troubles hémorragiques par trouble plaquettaire et dans quelques cas une fibrose pulmonaire et une colite membraneuse. Cette maladie est transmise de manière autosomique récessive.
L'albinisme, outre la réduction de la pigmentation de la peau et des cheveux, implique l'œil avec diminution pigmentaire de l'iris et de la rétine s'accompagnant d'une diminution significative de l'acuité visuelle. 
Les saignements sont fréquents se manifestant par des épistaxis, des saignements gingivaux, des menstruations prolongées, des hémorragies de la délivrance.
La fibrose pulmonaire débute vers l'âge de 30 ans et entraîne en 10 ans le décès.
La colite membraneuse est grave dans 15% des personnes atteintes.
La maladie a été nommée en hommage à František Heřmanský (1916–1980) et Pavel Pudlák (1927–1993). La pathologie fut décrite pour la première fois en 1959 chez 2 hommes présentant un albinisme oculo-cutané associé à des problèmes de coagulation.

## Sources
1. ↑  « Orphanet: Syndrome de Hermansky-Pudlak », sur www.orpha.net (consulté le 4 juin 2024)
2. ↑  « Hermansky-Pudlak syndrome », sur www.whonamedit.com (consulté le 4 juin 2024)
3. ↑  F. Hermansky et P. Pudlak, « Albinism associated with hemorrhagic diathesis and unusual pigmented reticular cells in the bone marrow: report of two cases with histochemical studies », Blood, vol. 14, no 2,‎ février 1959, p. 162–169 (ISSN 0006-4971, PMID 13618373, lire en ligne, consulté le 4 juin 2024)

- (en) Online Mendelian Inheritance in Man, OMIM (TM). Johns Hopkins University, Baltimore, MD. MIM Number:203300
- (en) Online Mendelian Inheritance in Man, OMIM (TM). Johns Hopkins University, Baltimore, MD. MIM Number:608233
- (en) GeneTests: Medical Genetics Information Resource (database online). Copyright, University of Washington, Seattle. 1993-2005